# Цинциннати (футбольный клуб, 2015—2018)
«Цинцинна́ти» (англ. FC Cincinnati) — бывший американский профессиональный футбольный клуб из города Цинциннати, штат Огайо. Выступал в лиге USL с 2016 по 2018 годы. В 2019 году в лигу MLS вступила новая франшиза «Цинциннати», принадлежащая владельцам прежнего клуба.

## История
Официально о создании в USL футбольного клуба «Цинциннати» инвестиционная группа во главе с Карлом Линднером-третьим, генеральным содиректором American Financial Group, объявила 12 августа 2015 года на пресс-конференции, на которой также было сообщено, что клуб будет играть на «Нипперт Стэдиум» в кампусе Университета Цинциннати, а тренировать новую команду будет Джон Харкс.
«Цинциннати» дебютировал в USL 27 марта 2016 года матчем в гостях у «Чарлстон Бэттери», проигранным со счётом 1:0. Первая победа клубом была одержана в следующем матче 3 апреля — на выезде был обыгран «Бетлехем Стил» со счётом 2:1, автором первого официального гола в истории «Цинциннати» стал Эндрю Уидеман. В сезоне 2016 «Цинциннати» несколько раз переписывал рекорд USL по домашней посещаемости: 16 апреля на матче против «Луисвилл Сити» присутствовало 20 497 зрителей, 14 мая на матче против «Питтсбург Риверхаундс» — 23 375 зрителей, 17 сентября на матче против «Орландо Сити Б» — 24 376 зрителей. 16 июля на выставочном матче с клубом английской Премьер-лиги «Кристал Пэлас» был установлен рекорд посещаемости для футбольных матчей в штате Огайо — на «Нипперт Стэдиум» пришли 35 061 человек. «Цинциннати», финишировавший в регулярной части сезона 2016 в Восточной конференции на третьем месте, завершил сезон в первом раунде плей-офф, четвертьфинале конференции, 2 октября матчем против «Чарлстон Бэттери», проигранным со счётом 1:2 в родных стенах под взором 30 187 зрителей, что стало рекордом посещаемости для матчей постсезона USL. Нападающий клуба Шон Околи получил «Золотую бутсу» лучшему бомбардиру за 16 забитых мячей и был признан самым ценным игроком чемпионата 2016.
17 февраля 2017 года Джон Харкс был освобождён с должности главного тренера, на пост был назначен Алан Кох, ранее ассистировавший Харксу и возглавлявший скаутскую службу. В сезоне 2017 «Цинциннати» дважды обновлял рекорд лиги по посещаемости матчей: 5 августа на «Нипперт Стэдиум» за матчем против «Орландо Сити Б» наблюдали 25 308 зрителей, а 16 сентября за матчем против «Нью-Йорк Ред Буллз II» — 30 417 зрителей. В Открытом кубке США розыгрыша 2017 года клуб дошёл полуфинального раунда, пройдя по пути через два клуба MLS. 14 июня в четвёртом раунде кубка «Цинциннати» на домашнем стадионе в присутствии 30 160 болельщиков обыграл «Коламбус Крю» со счётом 1:0 благодаря голу Бай Джиби Фалля. 28 июня в 1/8 финала на глазах 32 287 зрителей на «Нипперт Стэдиум» был взят верх над «Чикаго Файр» — после безголевой ничьи за 120 минут в серии послематчевых пенальти был зафиксирован результат 3:1 в пользу «Цинциннати», решающими стали усилия вратаря хозяев Митча Хилдебрандта, отразившего три из четырёх ударов с одиннадцатиметровой точки. Ход «Цинциннати» в кубке США в полуфинале 15 августа остановил «Нью-Йорк Ред Буллз», одолевший соперника на его стадионе при солд-ауте в 33 250 зрителей со счётом 2:3 в дополнительное время. В регулярном первенстве сезона USL 2017 «Цинциннати» в Восточной конференции финишировал в зоне плей-офф — шестым, в играх на вылет, как и годом ранее, оступился в первом раунде, потерпев разгромное поражение в гостях у «Тампа-Бэй Раудис» 21 октября со счётом 3:0.
В сезоне 2018 клуб выиграл регулярный чемпионат, обеспечив необходимый очковый отрыв от конкурентов за три тура до окончания первенства. В последнем домашнем матче регулярного чемпионата, 29 сентября против «Инди Илевен», «Цинциннати» установил новый рекорд посещаемости матчей USL — 31 478 зрителей. В плей-офф «Цинциннати» выбыл на стадии полуфинала конференции, 27 октября неожиданно уступив на своём поле «Нью-Йорк Ред Буллз II» со счётом 0:1.
В первой половине 2016 года группа владельцев клуба начала переговоры с MLS о вступлении в лигу. 29 мая 2018 года MLS объявил, что клуб из Цинциннати присоединится к лиге в 2019 году.

## Эмблема и цвета
Основные цвета клуба — оранжевый и синий, также использовались в качестве прозвища для клуба. Эмблема — простой щит с короной и крылатым львом святого Марка Евангелиста, держащим меч и футбольный мяч. Цвета и лев на эмблеме перешли от «Дейтон Датч Лайонс», партнёра по запуску команды.

## Стадион

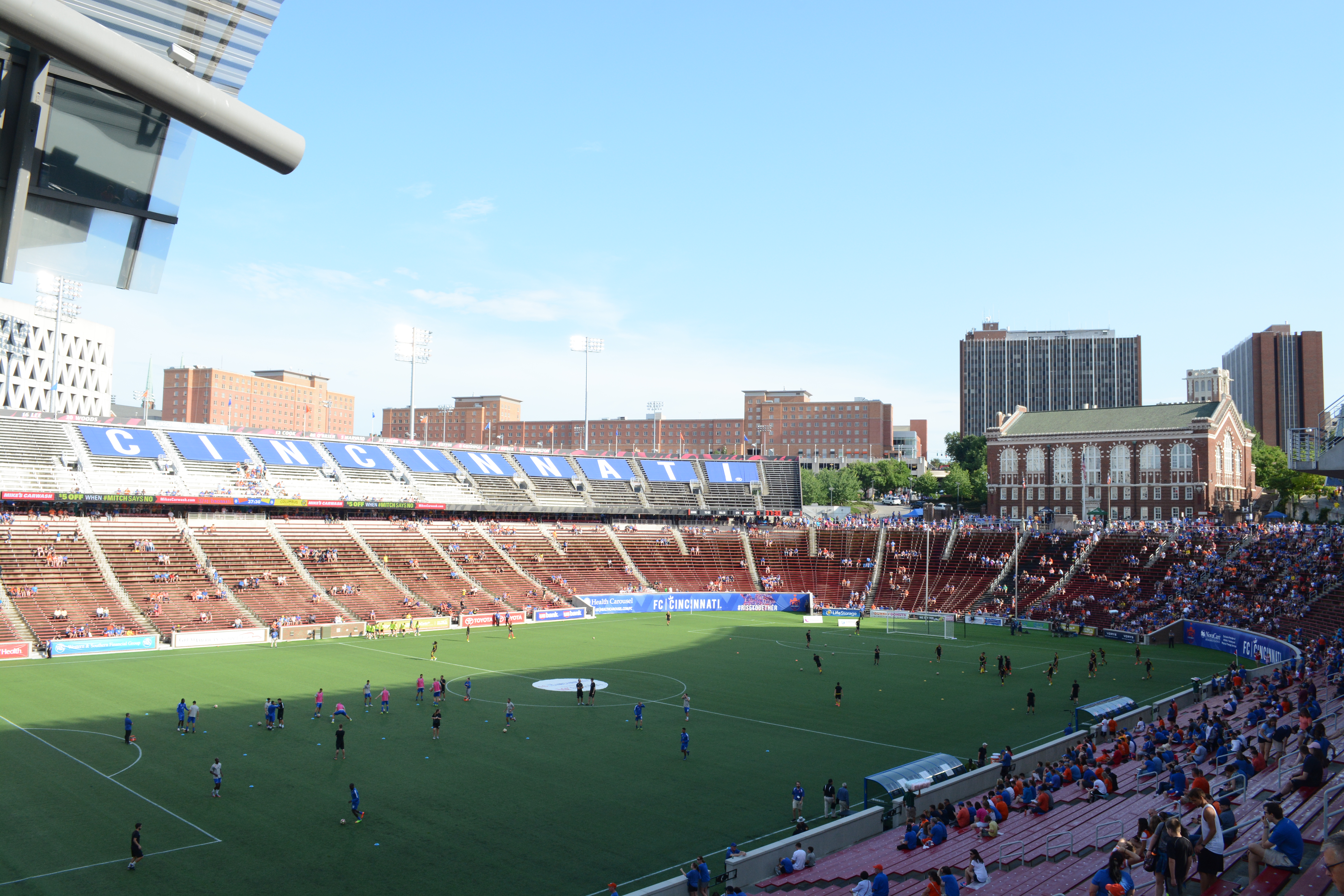
«Нипперт Стэдиум» — домашний стадион ФК «Цинциннати»

«Нипперт Стэдиум», на котором футбольный клуб «Цинциннати» проводил домашние матчи, расположен в кампусе Университета Цинциннати и является стадионом университетской команды по американскому футболу «Цинциннати Беаркэтс». Стадион, спроектированный для американского футбола и реконструированный в 2014 году, подвергся небольшому обновлению перед началом выступления футбольного клуба в 2016 году. Стадион вмещает 40 тыс. зрителей, однако для матчей ФК «Цинциннати» вместимость ограничивалась примерно до 25 тыс.

## Владельцы и менеджмент
Президентом и генеральным менеджером клуба являлся Джефф Бердинг, ранее почти 20 лет занимавший руководящие должности в «Цинциннати Бенгалс». Генеральным директором и основным владельцем клуба являлся Карл Линднер-третий, генеральный содиректор American Financial Group. В группу собственников клуба также входили Крис Линднер (сын Карла-третьего), Дэвид Л. Томпсон, Джефф Бердинг, Скотт Фармер, Стив Хайтауэр, Джордж Джозеф, Майк Моссел (который также являлся владельцем «Дейтон Датч Лайонс») и Джек Вайант.

## Последний состав
Источник: Список игроков на официальном сайте клуба. Архивировано 31 декабря 2018 года.

| №  |                   | Поз. | Имя              | Год рождения |
| -- | ----------------- | ---- | ---------------- | ------------ |
| 1  | Флаг США          | Вр   | Эван Ньютон      | 1988         |
| 2  | Флаг США          | Защ  | Мэтт Банер       | 1990         |
| 3  | Флаг США          | Защ  | Форрест Лассо    | 1993         |
| 4  | Флаг США          | ПЗ   | Тайлер Гибсон    | 1991         |
| 5  | Флаг США          | ПЗ   | Назми Альбадауи  | 1991         |
| 6  | Флаг США          | ПЗ   | Кенни Уокер      | 1988         |
| 7  | Флаг США          | Нап  | Расселл Чичероне | 1994         |
| 8  | Флаг США          | ПЗ   | Уилл Сеймур 1    | 1992         |
| 9  | Флаг Нигерии      | Нап  | Фанендо Ади      | 1990         |
| 10 | Флаг Гайаны       | Нап  | Эмери Уэлшман    | 1991         |
| 11 | Флаг Дании        | Нап  | Данни Кёниг      | 1986         |
| 12 | Флаг Швеции       | Защ  | Па Конате 2      | 1994         |
| 13 | Флаг Сьерра-Леоне | ПЗ   | Майкл Лахуд      | 1986         |
| 14 | Флаг Ямайки       | ПЗ   | Лэнс Лэйнг 3     | 1988         |

| №  |                         | Поз. | Имя               | Год рождения |
| -- | ----------------------- | ---- | ----------------- | ------------ |
| 16 | Флаг Ирландии           | ПЗ   | Ричи Райан        | 1985         |
| 17 | Флаг Канады             | Вр   | Марк Виллидж      | 1991         |
| 18 | Флаг США                | Вр   | Спенсер Ричи 4    | 1992         |
| 19 | Флаг США                | ПЗ   | Корбен Боун       | 1988         |
| 20 | Флаг США                | ПЗ   | Джимми Маклохлин  | 1993         |
| 21 | Флаг Израиля            | Защ  | Декель Кейнан     | 1984         |
| 23 | Флаг США                | Защ  | Блейк Смит        | 1991         |
| 24 | Флаг Англии             | Нап  | Томи Амеоби       | 1988         |
| 27 | Флаг США                | ПЗ   | Фатай Алаше 5     | 1992         |
| 29 | Флаг Ирландии           | Защ  | Падди Барретт     | 1993         |
| 32 | Флаг Тринидада и Тобаго | Защ  | Джастин Хойт      | 1984         |
| 45 | Флаг Аргентины          | ПЗ   | Эммануэль Ледесма | 1988         |
| 51 | Флаг Нидерландов        | Защ  | Сем де Вит        | 1995         |

1) арендован в «Рино 1868»; 2) в аренде из СПАЛ; 3) арендован в «Сан-Антонио»; 4) в аренде из «Ванкувер Уайткэпс»; 5) в аренде из «Сан-Хосе Эртквейкс»

## Главные тренеры
- Джон Харкс (2016—2017)
- Алан Кох (2017—2018)

## Статистика
| Год  | USL — регулярный сезон | USL — регулярный сезон | USL — регулярный сезон | USL — регулярный сезон | USL — регулярный сезон | USL — регулярный сезон | USL — регулярный сезон | USL — регулярный сезон | Место | Место | Плей-офф                  | Открытый кубок США | Средняя посещаемость |
| Год  | М                      | В                      | Н                      | П                      | МЗ                     | МП                     | РМ                     | Очки                   | Конф. | Общее | Плей-офф                  | Открытый кубок США | Средняя посещаемость |
| ---- | ---------------------- | ---------------------- | ---------------------- | ---------------------- | ---------------------- | ---------------------- | ---------------------- | ---------------------- | ----- | ----- | ------------------------- | ------------------ | -------------------- |
| 2016 | 30                     | 16                     | 6                      | 8                      | 41                     | 27                     | +14                    | 56                     | 3     | 3     | Четвертьфинал конференции | 3-й раунд          | 17 296               |
| 2017 | 32                     | 12                     | 10                     | 10                     | 46                     | 48                     | −2                     | 46                     | 6     | 12    | Четвертьфинал конференции | Полуфинал          | 21 199               |
| 2018 | 34                     | 23                     | 8                      | 3                      | 72                     | 34                     | +38                    | 77                     | 1     | 1     | Полуфинал конференции     | 4-й раунд          | 25 717               |